# Kosmos 66
Kosmos 66 – radziecki satelita rozpoznawczy; statek serii Zenit-2 programu Zenit, którego konstrukcję oparto na załogowych kapsułach Wostok. Misja nieudana – w wyniku nierozłożenia się spadochronu hamującego kapsuła powrotna rozbiła się.